# Valle Rosenberg
Gustaf Waldemar (Valle) Rosenberg, född 15 november 1891 i Borgå, död där 18 december 1919, var en finländsk konstnär.
Valle Rosenberg studerade litografi 1906–09 vid Konstindustriella Centralskolan i Helsingfors och 1910–11 vid Finska Konstföreningens ritskola. Han målade i olja och var tidigt influerad av expressionismen. År 1913 reste han på ett resestipendium till Paris, där han tog intryck av kubismen. Han stannade sedan i Frankrike och Italien till 1919. Under tiden i Frankrike och Italien arbetade han utöver även som modedesigner samt stumfilmsskådespelare. På hemresan insjuknade han i tuberkulos och dog snart efter hemkomsten till Borgå vid 28 års ålder.
Valle Rosenbergs produktion var liten. Han hade inte någon separatutställning under sin livstid och deltog i grupputställningar enbart med enstaka verk. Huvuddelen av hans omkring 80 oljemålningar är skisser och halvfärdiga verk.
Valle Rosenberg hade sonen Carlo Derkert med Siri Derkert.

### Artiklar
- Arkio, Tuula: ”Valle Rosenberg” i Modernismens genombrott: Nordiskt måleri 1910-1920. Red. Carl Tomas Edam med flera. Föreningen Norden, Uddevalla 1990. ISBN 91-8527-650-2
- Finländska Konstnärsförbundets Internetmatrikel.
- Lars Edling, Sara Griberg.